# بوبي كونفي

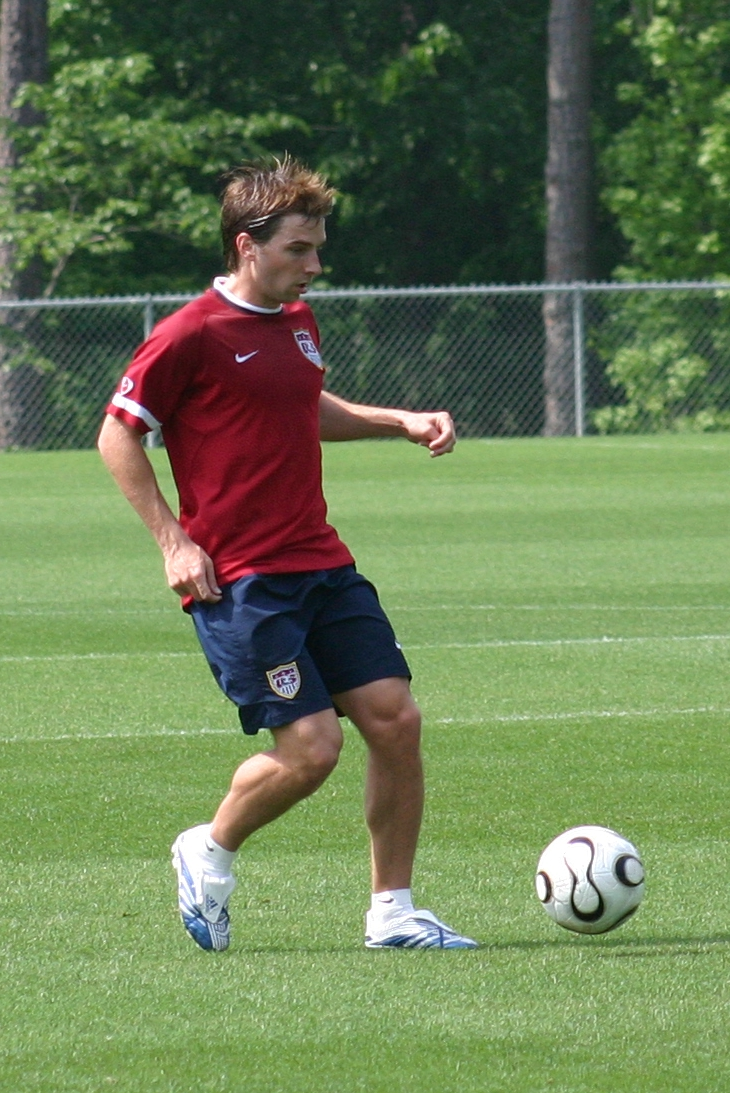
بوبي كونفي

روبرت فرانسيس كونفي (بالإنجليزية: Bobby Convey)‏، من مواليد 27 مايو 1983 في فيلاديلفيا في الولايات المتحدة الأمريكية، لاعب كرة قدم أمريكي.
بدأ مسيرته الكروية مع نادي دي سي يونايتد في عام 2000، ولعب معهم حتى عام 2004، وشارك معهم في 89 مباراة وسجل 8 أهداف، ومنذ عام 2004 وهو يلعب مع نادي ريدينغ الإنجليزي.
و قد بدأ باللعب مع منتخب الولايات المتحدة لكرة القدم في عام 2000.

## روابط خارجية
- بوبي كونفي على موقع الاتحاد الدولي (مؤرشف)  (الإنجليزية)
- بوبي كونفي على موقع الدوري الأمريكي (الإنجليزية)
- بوبي كونفي على موقع قاعدة بيانات كرة القدم.إي يو (الإنجليزية)
- بوبي كونفي على موقع ناشيونال فوتبول تيمز (الإنجليزية)
- بوبي كونفي على موقع Soccerbase.com (لاعب) (الإنجليزية)
- بوبي كونفي على موقع عالم كرة القدم.نت (الإنجليزية)
- بوبي كونفي على موقع كووورة